# Рембоволя
Рембоволя (пол. Rębowola) — село в Польщі, у гміні Бельськ-Дужий Груєцького повіту Мазовецького воєводства.
Населення — 311 осіб (2011).
У 1975-1998 роках село належало до Радомського воєводства.

## Демографія
Демографічна структура станом на 31 березня 2011 року:
|          | Загалом | Допрацездатний вік | Працездатний вік | Постпрацездатний вік |
| -------- | ------- | ------------------ | ---------------- | -------------------- |
| Чоловіки | 161     | 39                 | 105              | 17                   |
| Жінки    | 150     | 25                 | 89               | 36                   |
| Разом    | 311     | 64                 | 194              | 53                   |